# 三號斯蒂爾克里克鎮區 (北卡羅萊納州梅克倫堡縣)
三號斯蒂爾克里克鎮區（英語：Township 3, Steele Creek）是位於美國北卡羅萊納州梅克倫堡縣的一個鎮區。

## 地方資料
三號斯蒂爾克里克鎮區的面積為45.80平方千米，皆為陸地。根據2020年美國人口普查的數據，當地共有人口17100人，而人口密度為每平方千米373.36人。